# Dennis Grabosch
Dennis Grabosch, né le 2 mars 1978 à Wedel (Schleswig-Holstein) est un acteur allemand .
Il est surtout connu pour avoir tenu le rôle de Roman Wild, le patineur homosexuel en couple avec Deniz Öztürk (Igor Dolgatschew) et frère de Florian Wild (Michael Kuehl) dans la série télévisée allemande Le Rêve de Diana entre 2006 et 2011. Il quitte la série en septembre 2011 à la suite de la disparition du personnage.
Comme son personnage Roman Wild dans Le Rêve de Diana, Dennis Grabosch est ouvertement gay.

## Filmographie

### Télévision
- 1996 : Crash Kids (téléfilm) de Petra Haffter
- 1996 : Schlohotel Orth (série) : Tom Behringer
- 1996 : Die Kids von Berlin (série) : Peter
- 1997 : First Love - Die große Liebe (série) : Nottker
- 1997 : Der MÖrder meiner mutter (téléfilm) : Daniel
- 1997 : Un cas pour deux (série, saison 17, épisode 9) : Oliver Zenker
- 1997 : Tatort (série, épisode 372) : Hubert Kamphofen
- 1998 : Koerbers Akte Rollenspiel (série) : Achim
- 1998 : Dr. Monika Lindt - Kinderärztin Geliebte Mutter (série, saison 1, épisode 4) : Olli Kroll
- 1998 : Heimatgeschichten (série) : Freddie
- 1998 : Lisa Falk Eine Frau für alle Fälle (série, saison 1, épisode 2) : Nick Brenner
- 1999 : Drei mit Herz (série) : Sven Michaelsen
- 1999 : Ärzte (série, saison 7, épisode 3)
- 1999 : Geschichten aus dem Leben : Benjamin
- 1999 : Einfach Klasse (mini série)
- 1999 : Soko brigade des stups (SOKO 5113) (série, saison 17, épisode 4) : Markus Lechner
- 2000 : Verlorene Kinder (téléfilm) : Lotze Werner
- 2000 : Meine Mutter, meine Rivalin (téléfilm) : Peter
- 2000 : Doppelter Einsatz (série, saison 6, épisode 1) : Benjamin Kerner
- 2000 : Küstenwache (série, saison 3, épisode 8) : Till
- 2000 : Im Fadenkreuz (série, saison 1, épisode 2)
- 2000 : Rex, chien flic (série, saison 6, épisode 11) : Sascha Lerchner
- 2000 : Tatort (série, épisode 456) : Tobias Helberg
- 2001 : Brigade du crime (série, saison 1, épisode 10) : Friedrich Mauthner
- 2001 : Commissaire Léa Sommer (série, saison 4, épisode 3) : Malte Bach
- 2001 : Für alle Fälle Stefanie (série, saison 6, épisode 37) : Uwe Müller
- 2002 : Wolff, police criminelle (série, saison 10, épisode 1) : Bernd Schäfer
- 2002 : Zwischen den Sternen (téléfilm) : Chris
- 2002 : Charly la malice (série) : Frank Back
- 2002 : Les mystères du lac (téléfilm) : Lukas Andersen
- 2002 : Les enfants de la colère (téléfilm) : Olaf
- 2002 : Abschnitt 40 (série) : Herr Friedrich
- 2003 : SOKO Kitzbühel (série) : Roland Drechsler
- 2003 : Die Liebe kommt als Untermieter (téléfilm)
- 2003 : Polizeiruf 110 (série, saison 32, épisode 5)
- 2003 : Wolff, police criminelle (série, saison 12, épisode 4) : Bernd Schäfer
- 2004 : Soko brigade des stups (SOKO 5113) (série, saison 25, épisode 5) : Harry
- 2005 : Mission sauvetages (série, saison 10, épisode 6) : Michael Freidel
- 2006 : SOKO Wismar (série, saison 3, épisode 5) : Krille Jablonski
- 2006-2011 : Le Rêve de Diana (série, épisodes 2 à 1268) : Roman Wild
- 2007 : Tatort (série, épisode 677) : Pierre Traublinger
- 2010 : Lady Pochoir (court-métrage)